# Спарта (хоккейный клуб, Прага)
«Спарта» Прага (чеш. HC Sparta Praha) — чешский хоккейный клуб, основанный в 1903 году. Представляет город Прагу. Выступает в Экстралиге. Домашняя арена Спарты — O2 Арена (Прага). «Спарта» — один из самых титулованных хоккейных клубов в истории Чехии и Чехословакии.

## История
Пражская «Спарта» была основана в 1903 году. С основания чехословацкой лиги в 1936 года играла только в элитном дивизионе, за исключением одного сезона — 1950/51. В 1950 году «Спарта» выбыла во 2 лигу, но спустя год вернулась обратно. В 1953 году впервые выиграла чемпионат Чехословакии, годом позже повторила это достижение. Следующего чемпионского титула «Спарте» пришлось ждать долгих 36 лет. В 1990 году клуб в 3 раз в своей истории стал чемпионом, в 1993 году выиграл последний чемпионат Чехословакии. С образованием чешской Экстралиги «Спарта» стала одним из лидеров чешского клубного хоккея. Лишь 2 раза (в 1995 и 2011 годах) команда не пробивалась в «плей-офф». 4 раза клуб становился чемпионом Экстралиги, 2 раза серебряным и 6 раз бронзовым призёром. Трижды (в 2000, 2008 и 2017 годах) «Спарта» доходила до финала главного европейского клубного турнира. В 2018 году, после 2 подряд неудачных лет, в клубе произошли кадровые изменения: на должность спортивного директора был назначен Петр Тон, спортивным менеджером стал Ярослав Глинка. Возвращение в клуб бывших многолетних лидеров команды вернуло «Спарту» в число лидеров Экстралиги. В 2021 году «Спарта» завоевала Президентский кубок за победу в регулярном чемпионате, в плей-офф команда выбыла в полуфинале, став бронзовым призёром. 

## Прежние названия клуба
- 1903 – 1948 - АК Спарта Прага;
- 1948 – 1949 - Сокол Спарта Бубенеч;
- 1949 – 1951 - ЗСЕ Братрстви Спарта Прага;
- 1951 – 1952 - ЗСЕ Спарта ЧКД Соколово Прага;
- 1952 – 1965 - ТЕ Спартак Соколово Прага;
- 1965 – 1990 - ТЕ Спарта ЧКД Прага;
- c 1990 – ХК Спарта Прага.

## Достижения
- Чемпион Чехословакии  — 1953, 1954, 1990, 1993 (4)
- Серебряный призёр чемпионата Чехословакии  — 1937, 1938, 1957, 1963, 1967, 1974, 1988 (7)
- Бронзовый призёр чемпионата Чехословакии  — 1956, 1961, 1965, 1968, 1977, 1987 (6)
- Чемпион Чехии  — 2000, 2002, 2006, 2007 (4)
- Серебряный призёр чешской Экстралиги  — 2011, 2016, 2022 (3)
- Бронзовый призёр чешской Экстралиги  — 1996, 1997, 2003, 2004, 2009, 2014, 2021 (7)
- Финалист Евролиги  — 2000
- Финалист Кубка европейских чемпионов  — 2008
- Финалист Хоккейной Лиги чемпионов: 2017.
- Обладатель Кубка Шпенглера  — 1962, 1963
- Финалист Кубка Шпенглера  — 2004.

## История выступлений в Экстралиге
| Сезон     | Место в регулярном чемпионате | Стадия плей-офф      |
| --------- | ----------------------------- | -------------------- |
| 1993-1994 | 5                             | Полуфиналист         |
| 1994-1995 | 9                             | Не попали в плей-офф |
| 1995-1996 | 1                             | 3-е место            |
| 1996-1997 | 2                             | 3-е место            |
| 1997-1998 | 4                             | Полуфиналист         |
| 1998-1999 | 4                             | Полуфиналист         |
| 1999-2000 | 1                             | Победитель           |
| 2000-2001 | 5                             | Финалист             |
| 2001-2002 | 1                             | Победитель           |
| 2002-2003 | 3                             | Полуфиналист         |
| 2003-2004 | 3                             | Полуфиналист         |
| 2004-2005 | 2                             | Четвертьфиналист     |
| 2005-2006 | 6                             | Победитель           |
| 2006-2007 | 4                             | Победитель           |
| 2007-2008 | 6                             | Четвертьфиналист     |
| 2008-2009 | 4                             | Полуфиналист         |
| 2009-2010 | 5                             | Четвертьфиналист     |
| 2010-2011 | 12                            | Не попали в плей-офф |
| 2011-2012 | 1                             | Четвертьфиналист     |
| 2012-2013 | 5                             | Четвертьфиналист     |
| 2013-2014 | 1                             | 3-е место            |
| 2014-2015 | 4                             | Полуфиналист         |
| 2015-2016 | 2                             | Финалист             |
| 2016-2017 | 3                             | Четвертьфиналист     |
| 2017-2018 | 10                            | Предв.раунд плей-офф |
| 2018-2019 | 10                            | Предв.раунд плей-офф |
| 2019-2020 | 3                             | Сезон не доигран     |
| 2020-2021 | 1                             | 3-е место            |

## Изъятые номера
- 1  Иржи Холечек
- 2  Карел Гут
- 3  Франтишек Тикал
- 8  Павел Рихтер
- 9  Ян Гавел
- 13  Рихард Жемличка
- 15  Владимир Забродски
- 21  Иржи Грдина

## Известные игроки
Ниже список чехословацких и чешских хоккеистов — воспитанников пражской «Спарты», становившихся чемпионами мира, Олимпийских игр и обладателями кубка Стэнли.
|                  | ОИ   | ЧМ                           | Кубок Стэнли     |
| Франтишек Кучера | 1998 | 1999, 2000                   |                  |
| Давид Выборны    |      | 1996, 1999, 2000, 2001, 2005 |                  |
| Ян Главач        |      | 1999, 2005                   |                  |
| Иржи Грдина      |      | 1985                         | 1989, 1991, 1992 |
| Павел Рихтер     |      | 1985                         |                  |
| Ярослав Глинка   |      | 2001                         |                  |
| Мартин Ружичка   |      | 2010                         |                  |
| ---------------- | ---- | ---------------------------- | ---------------- |

## Текущий состав
| Вратари   |               |                  |                  |
| Номер     | Страна        | Имя              | Дата рождения    |
| 35        | Флаг Словакии | Юлиус Гудачек    | 9 августа 1988   |
| 31        | Флаг Чехии    | Якуб Неужил      | 9 ноября 1994    |
| 53        | Флаг Чехии    | Александр Салак  | 5 января 1987    |
| Защитники |               |                  |                  |
| Номер     | Страна        | Имя              | Дата рождения    |
| 7         | Флаг Чехии    | Ондржей Миклиш   | 5 мая 1996       |
| 16        | Флаг Чехии    | Адам Полашек     | 12 июля 1991     |
| 19        | Флаг Чехии    | Томаш Павелка    | 29 мая 1993      |
| 20        | Флаг Чехии    | Томаш Дворжак    | 7 мая 1995       |
| 63        | Флаг Чехии    | Мартин Яндус     | 2 декабря 1997   |
| 72        | Флаг Чехии    | Радек Ержабек    | 21 апреля 1978   |
| 73        | Флаг Чехии    | Михал Моравчик   | 7 декабря 1994   |
| 77        | Флаг Чехии    | Давид Немечек    | 29 июня 1995     |
| 84        | Флаг Словакии | Милан Юрчина     | 7 июня 1983      |
| Номер     | Страна        | Имя              | Дата рождения    |
| –         | Чехия         | Доминик Симон    | 8 августа 1994   |
| 11        | Флаг Чехии    | Давид Дворжачек  | 4 июня 1992      |
| 12        | Флаг Чехии    | Ладислав Зикмунд | 29 апреля 1995   |
| 14        | Флаг Чехии    | Филип Хлапик     | 3 июня 1997      |
| 25        | Флаг Чехии    | Давид Каше       | 28 января 1997   |
| 26        | Флаг Чехии    | Михал Ржепик     | 31 декабря 1988  |
| 42        | Флаг Чехии    | Давид Витоух     | 18 сентября 2001 |
| 47        | Флаг Чехии    | Ян Бухтеле       | 21 июля 1990     |
| 51        | Флаг Чехии    | Роман Горак      | 21 мая 1991      |
| 55        | Флаг Чехии    | Томаш Шмерга     | 5 апреля 1998    |
| 71        | Флаг Чехии    | Владимир Соботка | 2 июля 1987      |
| 86        | Флаг Швеции   | Эрик Торелл      | 3 марта 1992     |
| 88        | Флаг Чехии    | Мирослав Форман  | 12 августа 1990  |
| 93        | Флаг Чехии    | Зденек Долежал   | 7 мая 1993       |

## Тренеры и руководство
- Главный тренер — Йозеф Яндач
- Помощник главного тренера — Ярослав Глинка
- Тренер вратарей — Петр Пршикрыл
- Тренер по физподготовке — Мартин Шетелик
- Спортивный директор — Петр Тон
- Спортивный менеджер — Ярослав Глинка
- Начальник команды — Якуб Зеленка
- Тренер молодёжной команды (до 20 лет) — Рихард Жемличка
- Тренер юниорской команды (до 18 лет) — Франтишек Птачек